# Бениш, Карл
Карл Бениш (англ. Carl Boenish; 3 апреля 1941 — 7 июля 1984) — воздушный видеооператор, родоначальник бейсджампинга. Был редактором журнала, посвящённого бейсджампингу и безопасности в этом виде спорта.
Первый бэйс-прыжок был совершен им 8 августа 1978 года вместе с тремя единомышленниками со скалы Эль-Капитан.
Карл был воздушным оператором в художественном фильме Мотыльки на ветру 1969 года.
Погиб при выполнении прыжка со Стены Троллей в Норвегии.

## Смерть
Карл делал прыжок с пика «Замок» Стены Троллей в Норвегии, за день до этого он совершил успешный прыжок с пика «Епископ», установив новый рекорд высоты бейсджампа. По пересказу С. Э. Габриэльсеном рассказа спутников Бениша, перед самым прыжком он сделал шаг назад и спросил своих друзей «Вы знаете Библию, ребята?». Они ответили: «Конечно, знаем». «Вы знаете историю о том, как дьявол поднимает Иисуса высоко на крышу храма и подбивает его спрыгнуть вниз, говоря о том, что ангелы его спасут?» — спросил Бениш. Да, они знали эту историю. Карл похлопал свой парашют и сказал: «Мне не нужны никакие ангелы». Потом повернулся, сделал два шага в сторону обрыва, и на третьем он споткнулся. Едва оттолкнувшись от скалы, при отсутствии потока, он сразу выбросил вытяжной парашют, который затем медленно вытянул и главный. Половина секций парашюта не наполнилась, из-за чего его резко развернуло и ударило о стену. Какой-то миг под парашютом не было нагрузки, и он сложился полностью, а Карл покатился вниз по скале, в обмотавшем его парашюте, на скорости под 200 км/ч. От удара о землю после 1.5 км падения, плотно окутанное тело Карла отскочило на 10 метров вверх, как баскетбольный мячик.
Друзья Карла засветили плёнку с записью прыжка, чтобы она никогда не была опубликована..